# サイトウケンジ
サイトウ ケンジは日本の漫画原作者である。元々PCゲームのシナリオを担当していた。ライトノベル作家としてMF文庫Jからデビューした。元feng、元ういんどみる所属。現在はライトノベルの他に、自身の作品のアニメ脚本にも参加。フリー。

## 作品
ゲームシナリオ
- White Princess the second 〜やっぱり一途にいってもそうじゃなくてもOKなご都合主義学園恋愛アドベンチャー!!〜（2005年）（メイン）
- 青空の見える丘（2006年）（メイン）
- あかね色に染まる坂（2007年）（メイン）
- あかね色に染まる坂 ぱられる（2008年）（メイン）
- 祝福のカンパネラ（2009年）（メイン）
- キスと魔王と紅茶（2009年）（サブ）
- 失われた未来を求めて（2010年）（サブ）
- アネイロ（2011年）（サブ）
- Hyper→Highspeed→Genius（2011年）（メイン）
  - HHG 女神の終焉（2013年）（サブ）
- もろびとこぞりて 〜JOY TO THE WORLD!THE LORD IS COME〜（2011年）（名義貸し）
- 真夏の夜の雪物語 -MIDSUMMER SNOW NIGHT-（2011年）（メイン）
- フツウノファンタジー（2012年）（企画のみ）
- ファイナル恋愛ゲーム（開発凍結）（メイン）
- 月あかりランチ（2013年）（メイン）
- 勇者と魔王と、魔女のカフェ（2018年）（原案協力・監修）
- 出会って5分は俺のもの! 時間停止と不可避な運命（2018年）（原案協力・監修）
- 悠久のカンパネラ（2021年）（メイン）[1]

インターネットラジオ
- 祝福のカンパネらじお（トルティアインフォメーションのシナリオを担当）
- アーヴァル情報局 成瀬・白石のすまいるらじお（内浜インフォメーションのシナリオを担当）
- Radio プロジェクトEXA（2016年 - 2018年、音泉、パーソナリティを担当）

ライトノベル
- 101番目の百物語（MF文庫J）
- 聖剣と魔竜の世界 (オーバーラップ文庫)
- 椎名町先輩の安全日（MF文庫J）
- 未確認未来少女（ガガガ文庫）
- 99番目の吸血姫（MF文庫J）
- トリニティセブン 7人の魔書使い The Novel（ドラゴンコミックスエイジ）
- ディメンタルマン（ノベルゼロ）
- ハサミ女のはすみ先生（短編・MF文庫J evo）[2]
- 魔女の怪談は手をつないで 星見星子が語るゴーストシステム（MF文庫J）

漫画原作
- トリニティセブン 7人の魔書使い（『月刊ドラゴンエイジ』）
- トリニティセブン レヴィ忍伝（『月刊ドラゴンエイジ』）
- トリニティセブン リーゼクロニクル（『月刊ドラゴンエイジ』）
- トリニティセブンさん（『月刊ドラゴンエイジ』）
- トリニティセブン セブンデイズ（『月刊ドラゴンエイジ』）
- トリニティセブン アナスタシア聖伝（『月刊ドラゴンエイジ』）
- レッドナイト・イヴ（『月刊ドラゴンエイジ』）
- 無限世界のアマデウス（『マガジンR』）
- 魔法少女☆フレイミングスター（『別冊ドラゴンエイジ』）
- グッバイ!異世界転生（『マガジンR』）
- ウィッチオーダー（『月刊ドラゴンエイジ』）
- 偽神英雄のアマデウス（『マガジンR』）
- さまよえる転生者たちのリライブゲーム（『月刊ドラゴンエイジ』）
- 神装魔法少女ハウリングムーン（『別冊ドラゴンエイジ』）
- 聖闘士星矢 冥王異伝 ダークウィング（『チャンピオンRED』）
- ミスミさんは見透かせない（『チャンピオンRED』）全32話
- 悪魔学校にかよう落ちこぼれ最強聖女がこの世の正義を全否定（『マンガクロス』）
- 黒エルフに飼われた俺のダンジョン生活 〜三食風呂と地獄つき〜（『コミックノヴァ』）
- ホウカゴB面セカイ（『コミックブシロードWEB』）
- こじらせ転生魔王と7人のおしかけ乙女のラグナロク・システム（『チャンピオンRED』）
- 剣闘士AtoZ（『ジャンプスクエア』[3]）

携帯ゲーム
- 君と一緒に（2010年）

作詞
- 青空の見える丘（歌：橋本みゆき）

テレビアニメ脚本
- 祝福のカンパネラ（2010年7月 - 9月、#8、#11）
- トリニティセブン（2014年10月 - 12月、#3、#5、#11、#13(OVA)）

ドラマCD脚本
- DRAGON PRINCESS（2017年）

コラム
- マイスタートーク　サイトウケンジの「クリエイターはちょろい！」

## メディア出演
- アニメマシテ(2014年8月11日/8月19日、2017年2月20日、テレビ東京)
- Rの法則(2015年11月19日、NHKEテレ)[4]